# Parroquia de Vermilion
La parroquia de Vermilion (en inglés: Vermilion Parish), fundada en 1844, es una de las 64 parroquias del estado estadounidense de Luisiana. En el año 2000 tenía una población de 53.807 habitantes con una densidad poblacional de 18 personas por km². La sede de la parroquia es Abbeville.

## Geografía
Según la Oficina del Censo, la parroquia tiene un área total de 3984 km² (1538,2 mi²), de la cual 3040 km² (1173,7 mi²) es tierra y 944 km² (364,5 mi²) (23.70%) es agua.

### Parroquias adyacentes
- Parroquia de Acadia - norte
- Parroquia de Lafayette - noreste
- Parroquia de Iberia - este
- Golfo de México - sur
- Parroquia de Cameron - oeste
- Parroquia de Jefferson Davis - noroeste

## Carreteras
- U.S. Highway 167
- Carretera Estatal de Luisiana 13
- Carretera Estatal de Luisiana 14
- Carretera Estatal de Luisiana 82

## Demografía
En el 2000 la renta per cápita promedia de la parroquia era de $29,500, y el ingreso promedio para una familia era de $36,093. En 2000 los hombres tenían un ingreso per cápita de $31,044 versus $18,710 para las mujeres. El ingreso per cápita para la parroquia era de $14,201. Alrededor del 22.10% de la población estaba bajo el umbral de pobreza nacional.

## Comunidades

### Ciudades y pueblos incorporados
- Abbeville
- Delcambre (parcialmente dentro de otra parroquia)
- Erath
- Gueydan
- Kaplan
- Maurice

### Zonas no incorporadas
- Boston
- Charogne
- Forked Island
- Grosse Isle
- Henry
- Leblanc
- Indian Bayou
- Intracoastal City
- Pecan Island
- Perry